# Vivi Wallin
Vivian ”Vivi” Nanna Wallin, tidigare Andersson, född 6 juli 1977 i Kortedala, är en svensk influerare, författare och tidigare TV-programledare.    
Wallin gjorde debut som tv-programledare i ZTV 2000 då hon ledde programmet TV-huset tillsammans med Calle Nilsson. Tillsammans ledde de två även programmen Toppen och Rew i samma kanal. Wallin ledde senare program på TV3 och TV4 Plus. På TV4 Plus var hon programledare för Köpa hem.
Wallin var tidig med content marketing i Sverige och rekryterades från Bonnierägda contentbyrån Brand publishing när Metro 2017 ville växla upp sin satsning på native advertising och content marketing. Brand publishing är ett dotterbolag till contentbyrån Spoon, vars native-avdelning hon startade upp fyra år tidigare.
Wallin ligger bakom instagramkontot Mammasannigar och webbshopen mammasanningar.se med produkter som syftar till att göra mammavardagen roligare.  Sedan april 2016 driver hon Fixa själv, en hemmafixblogg med fokus på bakning, gör-det-själv-tips och pyssel. Hon har också startat företaget Ge Mig tillsammans med Niclas Lij, där de säljer produkter som är tänkta att underlätta för föräldrar.  På hennes Youtubekanal, Vivis Vardag, får tittaren följa Vivi och hennes familj vid familjeaktiviteter, varvat med allvarliga ämnen och problem. 
De många framgångarna i sociala medier har återkommande placerat henne högt på Medieakademins Maktbarometer: 2022 listades till exempel hennes Instagramkonto bland de 14 mest mäktiga.
Sedan januari 2019 driver Vivi Wallin en podcast tillsammans med Carin da Silva. Podcasten hette först Mammasanningar-Podden, men bytte senare namn till Våra Sanningar med Vivi & Carin.
Vivi Wallin var värd i Sommar i P1 den 27 juni 2024.